# May I Come In?
May I Come In? — девятый студийный альбом американской певицы и пианистки Блоссом Дири, записанный при участии оркестра Джека Маршалла и продюсера Дейва Кавано. Альбом был выпущен в 1964 году и стал единственным релизом певицы на Capitol Records, не произведя того эффекта, на который надеялась Дири.

## Отзывы критиков
| Оценки критиков                            | Оценки критиков |
| Источник                                   | Оценка          |
| ------------------------------------------ | --------------- |
| AllMusic                                   | [ 2 ]           |
| Encyclopedia of Popular Music              | [ 3 ]           |
| MusicHound Jazz: The Essential Album Guide | [ 4 ]           |
| The Penguin Guide to Jazz                  | [ 5 ]           |
| The Rolling Stone Jazz & Blues Album Guide | [ 6 ]           |

Скотт Яноу из AllMusic заявил: «Её тихий и миловидный голос понравится не всем слушателям, но у неё уже давно есть поклонники. Основные моменты включают „I’m in Love Again“, „Quiet Nights“, „May I Come In?“ и „I’m Old Fashioned“». Из обзора журнала Cash Box: «После долгого отсутствия на сцене Блоссом Дири возвращается с первоклассным набором классических мелодий и новостями об этом, её премьерном сете для Capitol. Высокий блюзовый голос певицы в джазовом стиле ничуть не утратил своего отличительного блеска. Поклонники Дири должны приходить за ним толпами». В справочнике The Penguin Guide to Jazz отметили «совершенно завораживающее звучание» и «идеально сочетающийся „тихий“ голос с оркестром». Музыкальный критик Уилл Фридуолд написал: «Если в 1951 году руководители Decca смотрели на Джери Саузерн как на достойную последовательницу для Пегги Ли, то теперь сотрудники Capitol, похоже, так рассматривали Дири. Обложка полностью лишена цвета, и, если уж на то пошло, оркестровка тоже. Бывший сотрудник Ли Джек Маршалл аранжировал и дирижировал в том же стиле, который он привнес в свою работу с Ли в 1958-59 годах, и даже включил „I’m in Love Again“, написанную ею в соавторстве с Коулманом».

## Список композиций
1. «Something Happens to Me» (Марвин Фишер, Джек Сигал) — 2:02
2. «I’m in Love Again» (Сай Коулман, Пегги Ли, Билл Шлагер) — 2:45
3. «When Sunny Gets Blue» (Марвин Фишер, Джек Сигал) — 2:09
4. «Quiet Nights of Quiet Stars» (Антониу Карлос Жобин, Джин Лис) — 2:52
5. «Don’t Wait Too Long» (Санни Скайлар) — 2:16
6. «I Wish You Love» (Альберт А. Бич, Шарль Трене) — 2:06
7. «Charade» (Генри Манчини, Джонни Мерсер) — 1:54
8. «May I Come In?» (Марвин Фишер, Джек Сигал) — 2:13
9. «I’m Old Fashioned» (Джером Керн, Джонни Мерсер) — 2:31
10. «Love Is a Necessary Evil» (Марвин Фишер, Джек Сигал) — 2:26
11. «The Best Is Yet to Come» (Сай Коулман, Кэролин Ли) — 2:48
12. «Put on a Happy Face» (Ли Адамс, Чарльз Страуз) — 2:12

## Участники записи
- Аранжировка, дирижер — Джек Маршалл
- Вокал, фортепиано — Блоссом Дири
- Оркестр Джека Маршалла